# Leschelle
Leschelle é uma comuna francesa na região administrativa de Altos da França, no departamento de Aisne. Estende-se por uma área de 14,69 km². Em 2010 a comuna tinha 278 habitantes (densidade: 18,9 hab./km²).